# Цимбідіум мечелистий
Цимбі́діум мечели́стий (лат. Cymbidium ensifolium) — вид багаторічних трав'янистих рослин родини орхідні.

## Етимологія й історія опису
Вперше був знайдений в 1778 році Джоном Фотером. Цей вид був вперше описаний в 1799 році Шварцем.
Китайська назва — 建兰.
В англійській мові має назву «орхідея чотирисезонна» (англ. four season orchid).

## Біологічний опис
Рослина літофіт невеликого розміру. 
Коріння м'ясисте, довге.
Псевдобульби слабо розвинені, яйцеподібні 1,5—2,5 × 1—1,5 см, повністю приховані піхвами 3—4 (до 6) листя.
Листя довге і жорстке, довжиною 30 см із зубчастими кінчиками.
Пагін симподіального типу.
Суцвіття базальне, вертикальне, 15-67 см завдовжки, 3-9 (рідше 13) квіткова китиця.
Квітки не в'януть 2-3 тижні, сильно і приємно ароматні, 3-5 см в діаметрі. Пелюстки і чашолистки солом'яно-жовті з зеленим з 5-7 різною мірою вираженими поздовжніми жилками червоного або червоно-коричневого кольору. На пелюстках часто є червоно-коричневі плямочки і центральна жилка виражена більш явно. Губа блідо-жовта, зелена, іноді біла з червоно-коричневими жилками і плямами.
Від Cymbidium sinense відрізняється матовими і більш вузьким листям (не більше 1-1,5 см завширшки), середній листочок зовнішнього кола оцвітини зазвичай більше 3 см довжиною, бічні листочки внутненнего кола оцвітини не відігнуті, вперед спрямовані, закривають з боків колонку. Середня частка губи 12-16 мм завдовжки.
Від Cymbidium kanran відрізняється більш широкими пелюстками.

## Ареал, екологічні особливості

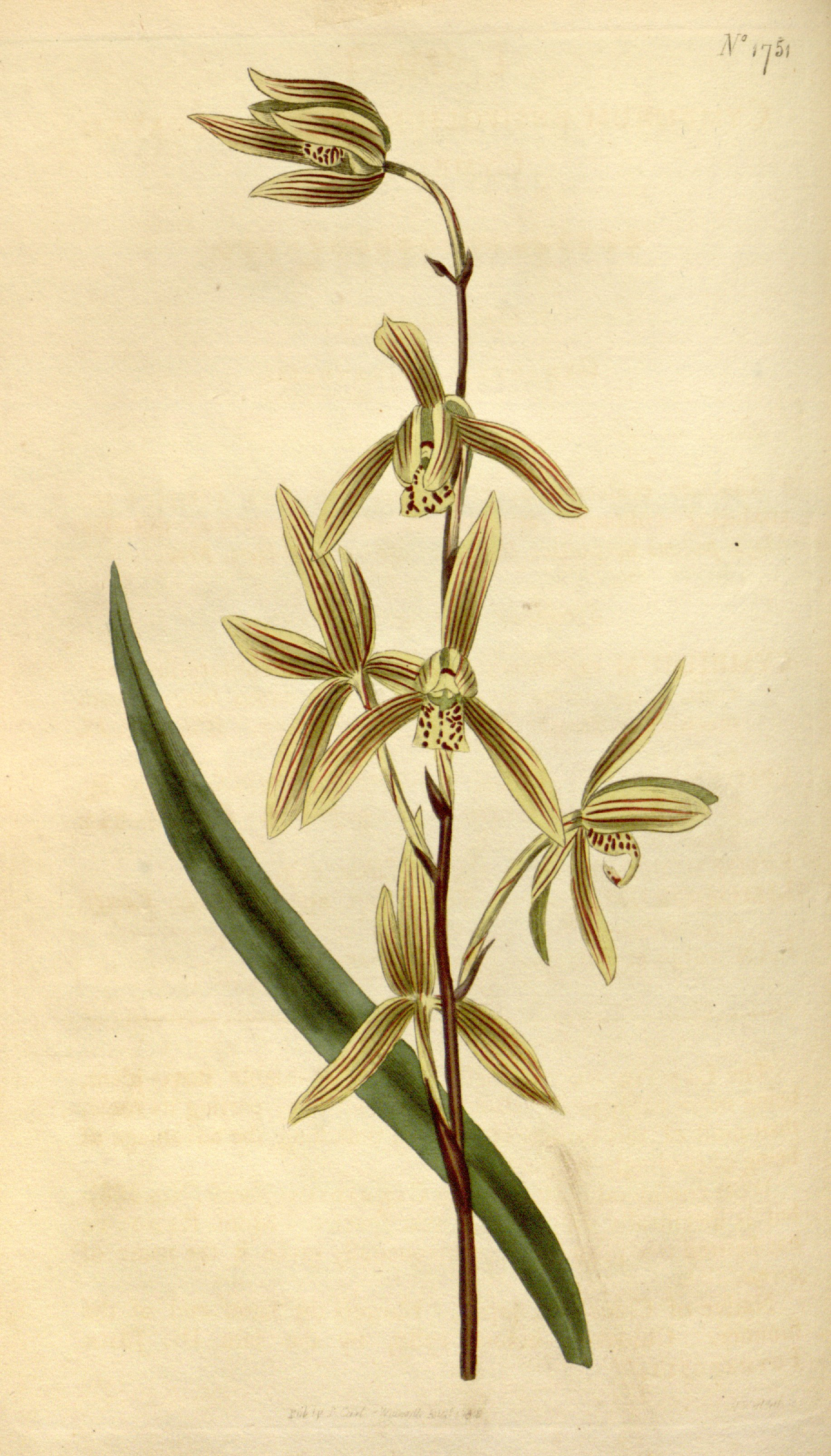
Ілюстація Цимбідіума мечелистого

Японія, Китай, В'єтнам, Камбоджа, Лаос, Суматра, Ява, Індія, Індонезія, Малайзія, Папуа Нова Гвінея, Шрі Ланка, Таїланд.
Наземна рослина або літофіт. Рідколісся, трав'янисті схили, на висотах 600–1800 метрів над рівнем моря. За іншими даними зустрічається на висотах 300-3000 метрів над рівнем моря.
За даними китайських авторів цвіте з червня по жовтень, за іншою інформацією: взимку — на початку весни, в кінці літа — початку осені або в травні — червні.
Відноситься до числа видів, що охороняються (II додаток CITES).

## Практичне використання
Один з найпоширеніших видів цимбідіумов в кімнатній і садовій культурі.
У Китаї, як садова і кімнатна рослина введений в культуру раніше 500 до н. е. Згадувався в працях Конфуція. У Японії з середніх віків. Вид цінується за його витончені форми, відносно дрібні розміри і приємний і сильний аромат квіток. Найбільше цінуються різновиди з квітками, в яких відсутній червоний пігмент і форми із строкатим листям.

## Синоніми

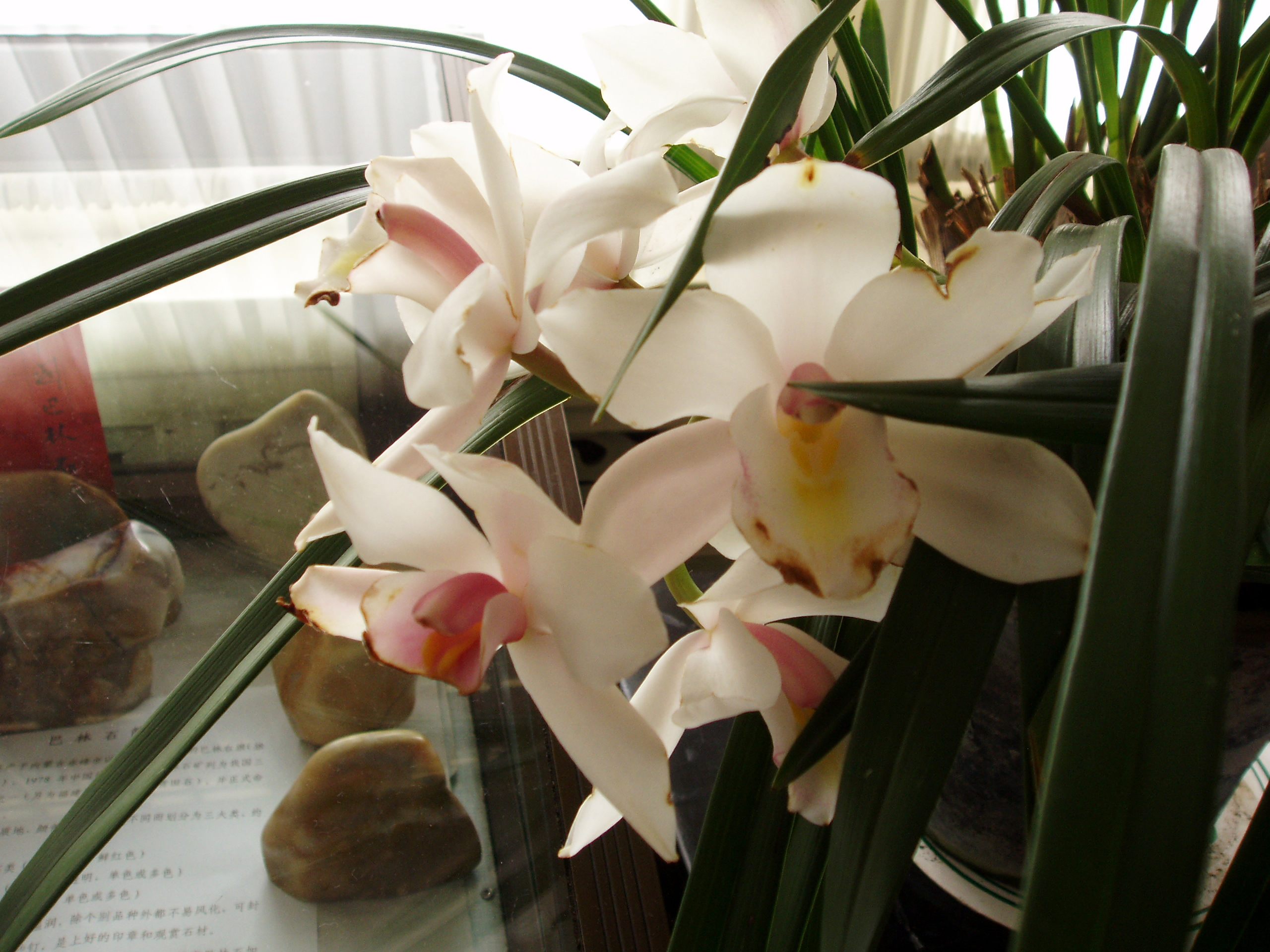
Загальний вигляд Цимбідіума мечелистого

За даними Королівських ботанічних садів в К'ю:
- Epidendrum ensifolium L., 1753
- Limodorum ensatum Thunb., 1784, nom. superfl.
- Jensoa ensata (Thunb.) Raf., 1838, nom. superfl.
- Cymbidium acuminatum M.A.Clem. & D.L.Jones, 1996
- Cymbidium xiphiifolium Lindl., 1821
- Cymbidium estriatum Lindl. ex Steud., 1840
- Cymbidium micans Schauer, 1843
- Cymbidium albomarginatum Makino in Y.Iinuma, 1912
- Cymbidium ensifolium f. flaccidior Makino in Y.Iinuma, 1912
- Cymbidium gyokuchin Makino in Y.Iinuma, 1912
- Cymbidium gyokuchin var. soshin Makino in Y.Iinuma, 1912
- Cymbidium koran Makino in Y.Iinuma, 1912
- Cymbidium niveomarginatum Makino in Y.Iinuma, 1912
- Cymbidium shimaran Makino in Y.Iinuma, 1912
- Cymbidium yakibaran Makino in Y.Iinuma, 1912
- Cymbidium arrogans Hayata, 1914
- Cymbidium misericors Hayata, 1914
- Cymbidium rubrigemmum Hayata, 1916
- Cymbidium gonzalesii Quisumb., 1940
- Cymbidium haematodes Lindl., 1833
- Cymbidium ensifolium var. haematodes (Lindl.) Trimen, 1885
- Cymbidium sinense var. haematodes (Lindl.) Z.J.Liu & S.C.Chen, 2006
- Cymbidium ensifolium var. misericors (Hayata) T.P.Lin, 1977
- Cymbidium sundaicum Schltr., 1919
- Cymbidium siamense Rolfe ex Downie, 1925
- Cymbidium gyokuchin var. arrogans (Hayata) S.S.Ying, 1977
- Cymbidium kanran var. misericors (Hayata) S.S.Ying, 1977
- Cymbidium ensifolium var. rubrigemmum (Hayata) T.S.Liu & H.J.Su, 1978
- Cymbidium ensifolium var. yakibaran (Makino) Y.S.Wu & S.C.Chen, 1980
- Cymbidium ensifolium var. xiphiifolium (Lindl.) S.S.Ying, 1990

## Природні різновиди

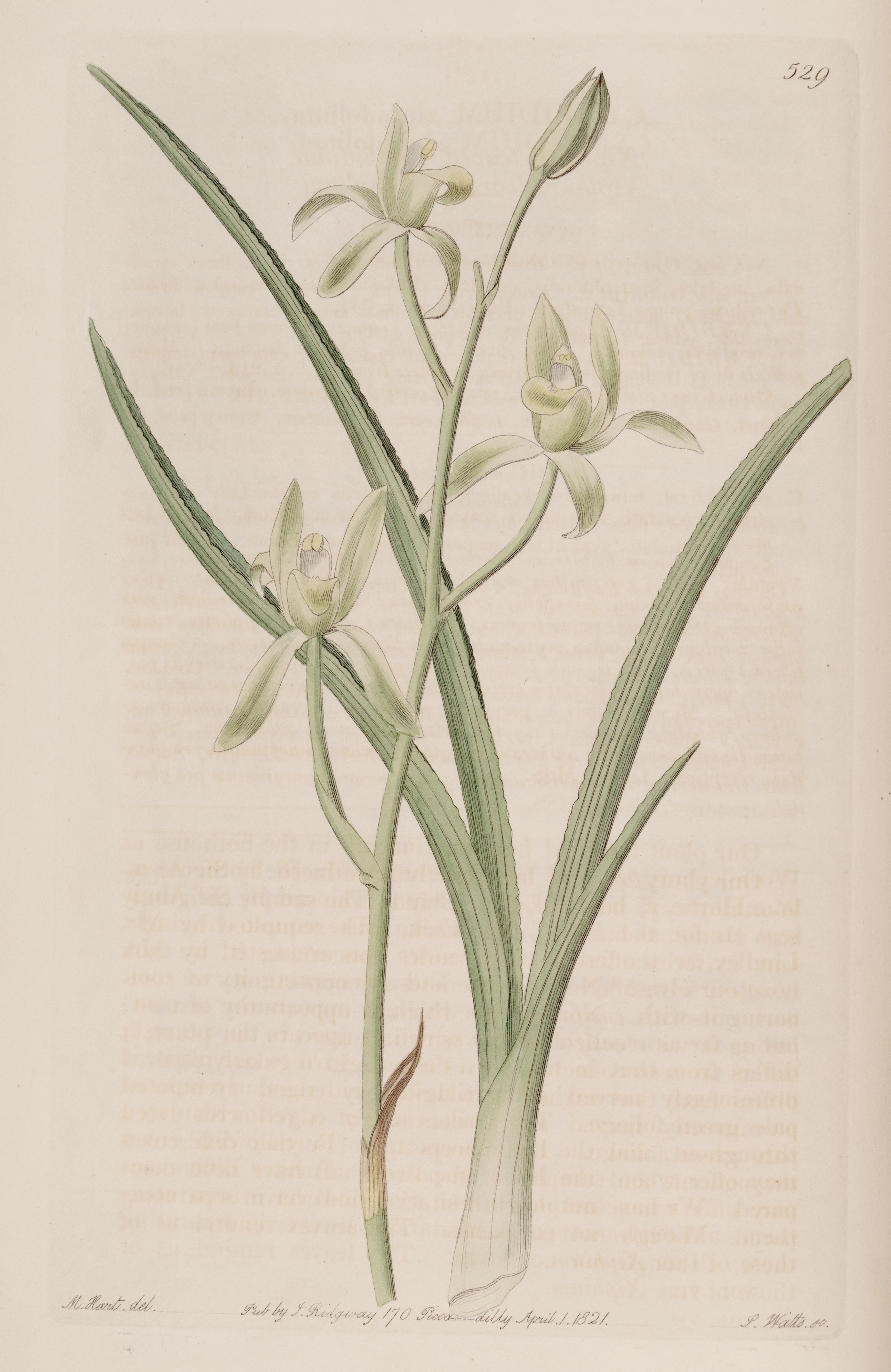
Cymbidium ensifolium subsp. ensifolium
Ботанічна ілюстрація із книги «The botanical register» vol.7, 1821 р.

За даними Королівських ботанічних садів в К'ю:
- Cymbidium ensifolium subsp. acuminatum (M.A.Clem.[en] & D.L.Jones) P.J.Cribb & Du Puy[d], 2007
- Cymbidium ensifolium subsp. ensifolium Китай, Тайвань, острови Рюкю, Філіппіни.
- Cymbidium ensifolium subsp. haematodes (Lindl.) Du Puy[d] & P.J.Cribb ex Govaerts, 1999. Шрі-Ланка, південь Індії, Таїланд, Західна Малайзія, Суматра, Ява, Калімантан і Нова Гвінея.

## Природні гібриди
- Cymbidium ×oblancifolium Z. J. Liu & S. C. Chen, 2000 (= Cymbidium ensifolium × Cymbidium lancifolium)

## У культурі
У відношенні температурного режиму вид пластичний. Оптимальна середня річна денна температура 30 °C, нічна 25 °C, зимова температура вдень 25 °C, вночі 20 °C. При більш прохолодному утриманні (20/15 °C) сповільнюється темп росту пагонів і кількість суцвіть.
Максимальні \ мінімальні температури (°С):
- Січень 21.1 \ 10
- Лютий 22.2 \ 12.2
- Березень 27.7 \ 15.5
- Квітень 31.1 \ 18.9
- Травень 32.2 \ 21.6
- Червень 30.5 \ 22.2
- Липні 30.5 \ 22.7
- серпня 30 \ 21.6
- Вересень 1930 \ 20
- Жовтень 26.6 \ 17.7
- Листопад 25.5 \ 15
- Грудень 22.2 \ 11.1

Відносна вологість повітря в місцях зростання виду: 62 — 78 %.
Рослини вимагають притінення від прямих сонячних променів в середині дня.
Через довгі і потужні корені, рослини містять у високих спеціально зроблених для цимбідіум горщиках, що нагадують за формою вазу. При культивуванні рослин у звичайних горщиках спостерігається менш інтенсивне цвітіння.
Субстрат: суміш дрібного щебеню або шматочків лави, кори сосни, коріння Осмунда, деревного вугілля і сфагнуму відрізняється хорошою повітропроникністю. Під час посадки особлива увага приділяється відсутності порожнеч в горщику.
Співвідношення окремих компонентів субстрату залежить від мікро-і макрокліматичних умов. Деякі квітникарі Азії, що живуть у країнах з теплим кліматом використовують як субстрат тільки кам'янисті суміші. Для країн з холодною зимою рекомендується субстрат включає органічні компоненти. Щільність ґрунтової суміші повинна бути така, щоб вода при поливі повністю просочувалася крізь весь субстрат протягом 10 секунд.
Полив рівномірний протягом усього року. Взимку полив скорочують.
Пересадка проводиться весною, один раз на 2-3 роки.
Цимбідіум мечелистний є одним з батьків популярного і простого в культурі грекса Cymbidium Golden Elf.

## Хвороби та шкідники

### Шкідники

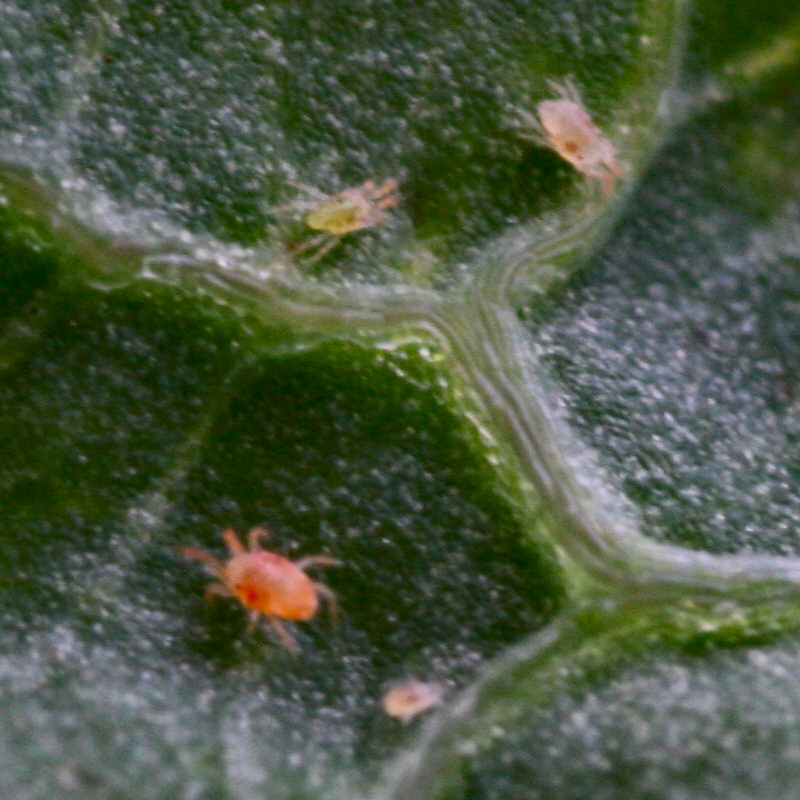
Павутинні кліщі із внутрішнього боку листка рослини

- Рослиноїдні кліщі
  - Павутинні кліщі
  - Кліщі плоскотілки
  - Цибулиний кліщ
- Комахи
  - Попелиці
  - Червеці й щитовики
  - Трипси
  - Коник оранжерейний
- Черевоногі молюски
- Мокриці
- Ківсякі
- Ногохвостки

### Захворювання
- Гнилі
  - Чорна гниль
  - Коренева гниль
  - Коричнева гниль
  - Фузаріозна гниль
  - Сіра гниль
- Антракноз
- Іржа
- Плямистість листя
- Віруси
  - Мозаїка Цимбідіума
  - Кільцевій вірус одонтоглосума
  - Мозаїка Каттлеї
- Неінфекційні захворювання
  - Нерівномірний полив
  - Перегрів внаслідок надмірного сонячного освітлення
  - Застосування пестицидів
  - Незбалансоване харчування і помилки культури вирощування можуть викликати різноманітні плямистості листя, всихання верхівок листя, відмирання коренів та інші ураження тканин.